# Цемнево (Цехановський повіт)
Цемнево (пол. Ciemniewo) — село в Польщі, у гміні Сонськ Цехановського повіту Мазовецького воєводства.
Населення — 236 осіб (2011).
У 1975-1998 роках село належало до Цехановського воєводства.

## Демографія
Демографічна структура станом на 31 березня 2011 року:
|          | Загалом | Допрацездатний вік | Працездатний вік | Постпрацездатний вік |
| -------- | ------- | ------------------ | ---------------- | -------------------- |
| Чоловіки | 115     | 17                 | 78               | 20                   |
| Жінки    | 121     | 29                 | 59               | 33                   |
| Разом    | 236     | 46                 | 137              | 53                   |